# 1937 na literatura

## Eventos
- Manuel Teixeira Gomes publica Miscelânea.
- Jorge Amado publica Capitães da Areia.
- J. R. R. Tolkien publica O Hobbit.

### Literatura infantil
- Monteiro Lobato
  - Serões de Dona Benta
  - Histórias de Tia Nastácia
  - O Poço do Visconde

## Nascimentos
| Data           | Nome                       | Profissão                                                          | Nacionalidade  | Observações | Ref |
| -------------- | -------------------------- | ------------------------------------------------------------------ | -------------- | ----------- | --- |
| 1 de fevereiro | Fernando Assis Pacheco     | jornalista, crítico , tradutor e escritor                          | Portugal       | m. 1995     |     |
| 23 de Março    | Moacyr Scliar              | médico e escritor                                                  | Brasil         |             |     |
| 30 de março    | José Celso Martinez Corrêa | diretor, ator, dramaturgo e encenador                              | Brasil         |             |     |
| 3 de Maio      | Nélida Piñon               | escritora                                                          | Brasil         |             |     |
| 8 de Maio      | Thomas Pynchon             | escritor                                                           | Estados Unidos |             |     |
| 19 de maio     | Ana Arruda Callado         | jornalista, escritora e educadora                                  | Brasil         |             |     |
| 20 de Maio     | Maria Teresa Horta         | Escritora e Poetisa                                                | Portugal       |             |     |
| 28 de Junho    | Juan José Saer             | escritor                                                           | Argentina      | m. 2005     |     |
| 21 de agosto   | Bento Prado Júnior         | filósofo, escritor, professor, crítico literário, tradutor e poeta | Brasil         | m. 2007     |     |
| 30 de setembro | Artur Portela, Filho       | escritor e jornalista                                              | Portugal       |             |     |
| 7 de Dezembro  | Ary dos Santos             | poeta                                                              | Portugal       | m. 1984     |     |
| ??             | Fernando Gil               | filósofo e poeta                                                   | Portugal       |             |     |

## Mortes
| Data           | Nome                      | Profissão                                              | Nacionalidade  | Observações | Ref |
| -------------- | ------------------------- | ------------------------------------------------------ | -------------- | ----------- | --- |
| 10 de Março    | Yevgeny Zamyatin          | escritor                                               | Rússia         | m. 1884     |     |
| 15 de Março    | Howard Phillips Lovecraft | escritor                                               | Estados Unidos | n. 1890     |     |
| 19 de Junho    | James Matthew Barrie      | escritor, jornalista e dramaturgo                      | Escócia        | n. 1860     |     |
| 13 de dezembro | Virgílio Maurício         | pintor, médico, jornalista, crítico de arte e escritor | Brasil         | n. 1892     |     |

## Prémios literários
- Nobel de Literatura - Roger Martin du Gard.